# كريستين نيغارد
كريستين نيغارد (بالنرويجية: Kristen Nygaard)‏ (ولد في 27 أغسطس 1926 وتوفي في 10 أغسطس 2002) عالم حاسوب نرويجي، اشتهر في مجال علم الحاسوب بمساهماته في برمجة كائنية التوجه، سيمولا (لغة برمجة)، فاز بجائزة تورنغ في عام 2001. وتوفي بسبب احتشاء عضل القلب.

## النشأة ومهنته
وُلد نيغارد في أوسلو وحصل على درجة الماجستير في الرياضيات في جامعة أوسلو في عام 1956. وكانت أطروحته حول نظرية الاحتمالات المجردة بعنوان «الجوانب النظرية لطريقة مونت كارلو».   
عمل نيغارد بدوام كامل في مؤسسة أبحاث الدفاع النرويجية من عام 1948 إلى عام 1960 - في الحوسبة والبرمجة (1948-1954) وبحوث العمليات (1952-1960).
استلم رئاسة مجموعات أبحاث العمليات في مؤسسة الدفاع النرويجية من عام 1957 إلى عام 1960. وكان مؤسسًا مشاركًا وأول رئيس لجمعية أبحاث العمليات النرويجية (1959-1964). وفي عام 1960، عُيَّن من قبل مركز الحوسبة النرويجي (إن سي سي)، وكان مسؤولًا عن بناء (إن سي سي) كمعهد بحثي في الستينيات من القرن الماضي، ليصبح مديرًا للأبحاث في عام 1962.

## البرمجة كائنية التوجه
طوّر نيغارد بالتعاون مع أولي يوهان دال، (لغة برمجة) سيمولا (1961-1965) و سيمولا 67- أول لغات البرمجة كائنية التوجه، إذ قدم المفاهيم الأساسية للغات البرمجة كائنية التوجه: الكائنات والكميات الافتراضية والمترابطة. في عام 2004 ، أُنشئت جائزة سنوية باسم أولي يوهان دال وكريستين نيغارد لتكريم عملهما الرائد في البرمجة. تُمنح جائزة دال-نيغارد سنويًا لشخصين قدما مساهماتٍ كبيرةٍ في مجال البرمجة كائنية التوجه. تُقدّم الجائزة كل عام في مؤتمر (إي سي أو أو بّي). تكون الجائزة الأولى من نصيب من شخص متخرج والثانية لمهني مبتدئ.
أجرى نيغارد بحثًا لنقابات العمال النرويجية حول التخطيط والتحكم ومعالجة البيانات، وقُيّمت جميعها في ضوء الحركة العمالية (1971-1973)، بالعمل مع أولاف تيري بيرغو.  وشملت أعماله البحثية والتطويرية الأخرى التأثير الاجتماعي لتكنولوجيا الكمبيوتر ووصف النظام العام للغة البرمجة دلتا (1973-1975)، بالعمل مع إريك هولبيك هانسن وبيتر هاندليكين.
كان نيغارد أستاذاً في جامعة آرهوس، الدنمارك (1975-1976) ثم أصبح أستاذاً فخرياً في أوسلو (بدوام جزئي في عام 1977، ثم بدوام كامل 1984-1996). تضمن عمله في آرهوس وأوسلو البحث والتعليم في تطوير النظام والتأثير الاجتماعي لتكنولوجيا الكمبيوتر، وأصبح أساس المدرسة الاسكندنافية في تطوير النظام، والتي ارتبطت ارتباطًا وثيقًا بمجال التصميم التشاركي.
شارك ابتداءً من عام 1976 في التطوير ومنذ عام 1986 في تنفيذ لغة البرمجة العامة كائنية التوجه بيتا (مع بينت برون كريستينسين وأولي ليرمان مادسن وبيرغر مويلر-بيديرسن). وأصبحت هذ اللغة متاحة الآن على مجموعة واسعة من أجهزة الكمبيوتر.

## مهنته لاحقًا
كان نيغارد في النصف الأول من الثمانينيات من القرن الماضي رئيسًا للجنة التوجيهية لبرنامج البحث الاسكندنافي، ونسق البحث ودعم مجموعات العمل في تطوير النظام وبحث اللغة والذكاء الاصطناعي. وفي الثمانينيات أيضًا، كان رئيسًا للجنة التوجيهية للمشروع البحثي الممول من قبل لجنة السوق الأوروبية المشتركة حول امتدادات اللغات الموجهة للمهنة الضرورية عندما يصبح الذكاء الاصطناعي وتكنولوجيا المعلومات جزءًا من العمل المهني.
كان بحث نيغارد من 1995-1999 مرتبطًا بالحوسبة الموزعة. إذ كان قائدًا لنظم الحوسبة  الموزعة العامة كائنية التوجه، وهو مشروع مدعوم من مجلس البحث النرويجي لمدة ثلاث سنوات بدءًا من عام 1997، وهو يهدف إلى إثراء اللغات كائنية التوجه وأساليب تطوير النظام من خلال مفاهيم أساسية جديدة تجعل من الممكن وصف العلاقة ما بين البرامج وأجهزة الكمبيوتر والأشخاص الذين ينفذون هذه البرامج.
كانت الاهتمامات البحثية الأخيرة لنيغارد متعلقةً بالتدريس التمهيدي للبرمجة وإنشاء منصة عملية التوجه. كان يلقي المحاضرات والدورات حول هذه المواضيع في النرويج وأماكن أخرى. وفي نوفمبر من عام 1999، أصبح رئيسًا للجنة استشارية حول اتصالات النطاق العريض للإدارة النرويجية للشؤون البلدية والإقليمية. شغل منصبًا بدوام جزئي في مختبر أبحاث سيمولا من عام 2001، عند افتتاح معهد البحوث.

## روابط خارجية
- كريستين نيغارد على موقع IMDb (الإنجليزية)
- كريستين نيغارد على موقع الموسوعة البريطانية (الإنجليزية)